# Lianhua (société de production)
Lianhua (chinois simplifié : 联华影业公司 ; pinyin : Liánhuá yǐngyè gōngsī ; litt. « Société cinématographique Chine unie ») est la troisième grande société de production cinématographique chinoise jusqu'à l'occupation japonaise, les deux autres étant Mingxing et Tianyi. Elle a été fondée avec des capitaux cantonais et un bon réseau de partenaires au sein du Kuomintang . Les premiers patrons étaient des pionniers du cinéma cantonais basés à Shanghai, Li Mingwei, Luo Mingyou et Lang Ping.